# Landemont
Landemont est une ancienne commune française située dans le département de Maine-et-Loire, en région Pays de la Loire, devenue le 15 décembre 2015 une commune déléguée au sein de la commune nouvelle d'Orée d'Anjou.

## Géographie
Commune angevine des Mauges, Landemont se situe au nord-ouest de Saint-Christophe-la-Couperie, sur les routes D 23, Saint-Laurent-des-Autels, et D 153, La Boissière-du-Doré, en limite du département de la Loire-Atlantique.

## Histoire
En 2014, un projet de fusion de l'ensemble des communes de l'intercommunalité  au sein d'une commune nouvelle se dessine. L'ensemble des conseils municipaux se sont prononcés favorablement au projet de cette nouvelle entité entre le 1er et le 8 juillet 2015, laquelle qui fut baptisée Orée d'Anjou.

## Politique et administration

### Administration municipale

#### Administration actuelle
Depuis le 15 décembre 2016, Landemont constitue une commune déléguée au sein de la commune nouvelle de Orée d'Anjou et dispose d'un maire délégué.
| Période                                  | Période  | Identité         | Étiquette | Qualité |
| ---------------------------------------- | -------- | ---------------- | --------- | ------- |
| décembre 2015                            | mai 2020 | Mireille Dalaine |           |         |
| mai 2020                                 | En cours | Daniel Toublanc, |           |         |
| Les données manquantes sont à compléter. |          |                  |           |         |

#### Administration ancienne
| Période                                  | Période       | Identité                       | Étiquette | Qualité                                       |
| ---------------------------------------- | ------------- | ------------------------------ | --------- | --------------------------------------------- |
| 21 mars 1790                             |               | Jacques Sanson                 |           |                                               |
| novembre 1790                            |               | Pierre Moreau                  |           |                                               |
| 1791                                     |               | J.-B. A. Prézeau               |           |                                               |
| décembre 1791                            |               | Jean Housset                   |           |                                               |
| novembre 1792                            |               | Jacques Sanson                 |           |                                               |
| 1800                                     |               | Vézin                          |           |                                               |
| 1806                                     |               | Louis de La Poèze              |           |                                               |
| 1813                                     |               | Charles de La Poèze            |           |                                               |
| 1814                                     |               | Jacques Tobin                  |           | commandant du château de Nantes (1816-1817)   |
| 3 octobre 1830                           |               | Vincent Cussonneau             |           |                                               |
| 1852                                     |               | Pierre Bricard                 |           |                                               |
| 1870                                     |               | Émile Le Bault de La Morinière |           |                                               |
| 1900                                     |               | René de La Boullaye            |           |                                               |
| 1912                                     |               | René Le Bault de la Morinière  |           |                                               |
| 1919                                     | 1930          | Pierre Guilbeaut               |           |                                               |
| 1935                                     |               | Constant Peigné                |           |                                               |
| 1942                                     | 1989          | René Le Bault de La Morinière  | UNR-UDR   | nommé en 1942, élu après la Libération (1945) |
| 1989                                     | 1995          | Jean-François Moreau           |           |                                               |
| 1995                                     | mars 2008     | Gérard Mainguy                 | SE        |                                               |
| mars 2008                                | décembre 2015 | Mireille Dalaine               | SE        |                                               |
| Les données manquantes sont à compléter. |               |                                |           |                                               |

### Ancienne situation administrative
La commune était membre en 2015 de la communauté de communes du canton de Champtoceaux, elle-même membre du syndicat mixte Pays des Mauges. La création de la commune nouvelle d'Orée d'Anjou entraîne sa suppression à la date du 15 décembre 2015, avec transfert de ses compétences à la commune nouvelle.
Jusqu'en 2014 Landemont fait partie du canton de Champtoceaux et de l'arrondissement de Cholet. Le canton compte alors les neuf mêmes communes que celles intégrées dans l'intercommunalité. C'est l'un des quarante-et-un cantons que compte le département ; circonscriptions électorales servant à l'élection des conseillers généraux, membres du conseil général du département. Dans le cadre de la réforme territoriale, un nouveau découpage territorial pour le département de Maine-et-Loire est défini par le décret du 26 février 2014. Le canton de Champtoceaux disparait et la commune est rattachée au canton de La Pommeraye, avec une entrée en vigueur au renouvellement des assemblées départementales de 2015.

## Population et société

### Évolution démographique
L'évolution du nombre d'habitants est connue à travers les recensements de la population effectués dans la commune depuis 1793. À partir du 1er janvier 2009, les populations légales des communes sont publiées annuellement dans le cadre d'un recensement qui repose désormais sur une collecte d'information annuelle, concernant successivement tous les territoires communaux au cours d'une période de cinq ans. 
Pour les communes de moins de 10 000 habitants, une enquête de recensement portant sur toute la population est réalisée tous les cinq ans, les populations légales des années intermédiaires étant quant à elles estimées par interpolation ou extrapolation. Pour la commune, le premier recensement exhaustif entrant dans le cadre du nouveau dispositif a été réalisé en 2006,.
En 2013, la commune comptait 1 726 habitants, en évolution de +7,61 % par rapport à 2008 (Maine-et-Loire : +3,3 %, France hors Mayotte : +2,49 %).
| 1793  | 1800  | 1806  | 1821  | 1831 | 1836 | 1841 | 1846  | 1851  |
| ----- | ----- | ----- | ----- | ---- | ---- | ---- | ----- | ----- |
| 1 609 | 1 311 | 1 395 | 1 736 | 979  | 999  | 967  | 1 069 | 1 136 |

| 1856  | 1861  | 1866  | 1872  | 1876  | 1881  | 1886  | 1891  | 1896  |
| ----- | ----- | ----- | ----- | ----- | ----- | ----- | ----- | ----- |
| 1 188 | 1 248 | 1 249 | 1 244 | 1 269 | 1 347 | 1 284 | 1 304 | 1 285 |

| 1901  | 1906  | 1911  | 1921  | 1926 | 1931 | 1936 | 1946 | 1954 |
| ----- | ----- | ----- | ----- | ---- | ---- | ---- | ---- | ---- |
| 1 260 | 1 194 | 1 152 | 1 003 | 973  | 974  | 929  | 951  | 982  |

| 1962  | 1968  | 1975  | 1982  | 1990  | 1999  | 2006  | 2011  | 2013  |
| ----- | ----- | ----- | ----- | ----- | ----- | ----- | ----- | ----- |
| 1 040 | 1 144 | 1 322 | 1 395 | 1 439 | 1 481 | 1 604 | 1 650 | 1 726 |

### Pyramide des âges
La population de la commune est relativement jeune. Le taux de personnes d'un âge supérieur à 60 ans (19,5 %) est en effet inférieur au taux national (21,8 %) et au taux départemental (21,4 %).
Contrairement aux répartitions nationale et départementale, la population masculine de la commune est supérieure à la population féminine (52,1 % contre 48,7 % au niveau national et 48,9 % au niveau départemental).
La répartition de la population de la commune par tranches d'âge est, en 2008, la suivante :
- 52,1 % d’hommes (0 à 14 ans = 23 %, 15 à 29 ans = 18,1 %, 30 à 44 ans = 23,2 %, 45 à 59 ans = 19,8 %, plus de 60 ans = 15,9 %) ;
- 47,9 % de femmes (0 à 14 ans = 18,5 %, 15 à 29 ans = 16,6 %, 30 à 44 ans = 23 %, 45 à 59 ans = 18,6 %, plus de 60 ans = 23,3 %).

| Hommes | Classe d’âge | Femmes |
| ------ | ------------ | ------ |
| 0,2    | 90 ans ou +  | 2,1    |
| 5,5    | 75 à 89 ans  | 8,5    |
| 10,2   | 60 à 74 ans  | 12,7   |
| 19,8   | 45 à 59 ans  | 18,6   |
| 23,2   | 30 à 44 ans  | 23,0   |
| 18,1   | 15 à 29 ans  | 16,6   |
| 23,0   | 0 à 14 ans   | 18,5   |

| Hommes | Classe d’âge | Femmes |
| ------ | ------------ | ------ |
| 0,4    | 90 ans ou +  | 1,1    |
| 6,3    | 75 à 89 ans  | 9,5    |
| 12,1   | 60 à 74 ans  | 13,1   |
| 20,0   | 45 à 59 ans  | 19,4   |
| 20,3   | 30 à 44 ans  | 19,3   |
| 20,2   | 15 à 29 ans  | 18,9   |
| 20,7   | 0 à 14 ans   | 18,7   |

## Économie
Sur 129 établissements présents sur la commune à fin 2010, 36 % relevaient du secteur de l'agriculture (pour une moyenne de 17 % sur le département), 12 % du secteur de l'industrie, 12 % du secteur de la construction, 31 % de celui du commerce et des services et 9 % du secteur de l'administration et de la santé.

## Lieux et monuments
Château de la Haye-Prézeau à la Haye, manoir aux Godefrères, calvaire du Père de Montfort, mairie (ancien presbytère), pont Aux Anne, château de la Braudière, église Notre-Dame, anciens chais de vins en pierre route de Vallet, gare du Pin (le Petit Anjou).

## Personnalités liées à la commune
- René Le Bault de La Morinière (1915-2009), homme politique né au château de la Haye.
- Armand Gaultier de La Guistière (1825-1893), homme politique
- Matthis Abline, footballeur professionnel au Stade Rennais, prêté au FC Nantes